# چن لیجون
چن لیجون (انگلیسی: Chen Lijun زاده ۸ فوریه ۱۹۹۳) وزنه‌بردار اهل کشور چین است. وی با پنج بار قهرمانی جهان و یک بار قهرمانی در بازی های المپیک دومین وزنه بردار پر‌افتخار چین و یکی از مشاهیر وزنه برداری جهان است.